# Federação das Indústrias do Estado de Mato Grosso
A Federação das Indústrias no Estado de Mato Grosso - FIEMT consiste na principal entidade de representação das indústrias do estado de Mato Grosso. Sedia-se na cidade de Cuiabá.
O Sistema FIEMT é composto pelas entidades: FIEMT, SESI - Serviço Social da Indústria, SENAI - Serviço de Nacional de Aprendizagem Industrial e IEL - Instituto Euvaldo Lodi.

## Missão
"Representar a indústria, fomentar seu crescimento, fortalecer o associativismo e contribuir com o desenvolvimento sustentável do Estado de Mato Grosso"

## Visão
"Ser reconhecida como instituição privada atuante e indispensável ao desenvolvimento da indústria no Estado de Mato Grosso".

## PRESIDENTES DO SISTEMA FIEMT
- Gustavo Pinto Coelho de Oliveira - Mandato: 2018 a 2022
- Jandir José Milan - Mandatos: 2012 a 2015 e 2015 a 2018
- Mauro Mendes Ferreira - Mandatos: 2007 a 2010 e 2010 a 2012
- Nereu Luiz Pasini - Mandato: 2003 a 2006
- Alexandre Furlan - Mandato: 2000 a 2003
- Carlos Antônio de Borges Garcia - Mandato: 1994 a 2000
- Ari Wojcik - Mandato: 1988 a 1994
- Otacílio Borges Canavarros - Mandato: 1975 a 1988
- João Barbuino Curvo Neto (IN MEMORIAM) - Mandato: 1981 a 1982

## ESTRATÉGIA EM AÇÃO
1. Pleitear e adotar medidas em consonância com os interesses dos sindicatos filiados
2. Gerir as atividades do SESI - Serviço Social da Indústria, do SENAI - Serviço Nacional de Aprendizagem Industrial, e do IEL - Instituto Euvaldo Lodi.
3. Manter serviços que possam ser úteis aos sindicatos filiados, prestando-lhes assistência e apoio
4. Promover ações voltadas ao desenvolvimento e a integração da indústria mato-grossense no contexto nacional e internacional
5. Participar ativamente na formulação das políticas econômicas e sociais do Estado, da região e do País.
6. Representar, perante as autoridades administrativas e judiciárias, os interesses das categorias econômicas da indústria e dos respectivos sindicatos filiados
7. Firmar contratos coletivos de trabalho, nos termos e condições previstos em lei, e promover a conciliação nos dissídios coletivos de trabalho, em que haja interesse da indústria.
8. Manter serviços de assistência jurídica e técnica para os sindicatos filiados, visando a orientação e a proteção da indústria.
9. Buscar a auto-sustentação do Sistema FIEMT.

Sistema Federação das Indústrias no Estado de Mato Grosso
Avenida Historiador Rubens de Mendonça, 4.193 - Centro Político Administrativo
Cuiabá - MT / CEP 78049-940 | Fone(65) 3611-1500 / 3611-1555